# A híd (Schiele-kép)
A híd Egon Schiele osztrák expresszionista festő alkotása, amely egy amerikai magángyűjteményben van, New Yorkban.
Schiele 1912 december-januárban Győrben, a gazdag Lederer családnál vendégeskedett. August Lederer a  Győri Szeszgyár és Finomító Rt. művészetpártoló tulajdonosa volt, aki jó barátságban volt Gustav Klimttel. Utóbbi ajánlotta Lederer figyelmébe Schielét. A vállalkozó meghívta a bécsi festőt, hogy megörökítse őt és családtagjait.
Egon Schiele édesanyjának és barátjának, Arthur Roesslernek írt leveleiből tudni, hogy nagyon jól érezte magát Magyarországonː Ledererék autóval várták a vasútállomáson, voltak együtt színházban, műtermet alakítottak ki a számára a szeszgyárban. A művész a  Meixner Royal Hotelben, a mai Rába Szállóban lakott, onnan sétált el Ledererékhez a Mosoni-Duna túlsó partjára, Révfaluba.
A Duna feletti átkelésre az úgynevezett kecskelábú hidat használta, amely pillérei alakjáról kapta a nevét, és 1928-ban elpusztult. Schiele 1913 januárjában kezdte meg a hidat ábrázoló kép festését, miután egy rövid bécsi látogatásról visszatért Győrbe. Művét a tél végén fejezte be. A művészt lenyűgözte az átkelő szokatlan struktúrája, amelyet „egészen ázsiainak, kínai-szerűnek” látott. Mivel anyagi forrásai korlátozottak voltak, ezért ez a képe, hasonlóan az abban az időben készített más alkotásaival, két vászonból lett összeillesztve.